# Cerco de Kobanî
O Cerco de Kobanî foi uma batalha travada entre as forças do Estado Islâmico do Iraque e do Levante (ou EIIL) e combatentes do curdistão sírio pela cidade de Kobanî e regiões adjacentes. A luta se iniciou em setembro de 2014 quando os militantes do EIIL investiram contra a região, iniciando uma violenta batalha contra as milícias curdas.
Entre setembro e outubro de 2014, o Estado Islâmico já havia tomado, através de uma série de ofensivas terrestres, boa parte de Kobanî e das regiões vizinhas, criando uma onda de mais de 300 000 refugiados, a maioria correndo para a Turquia. As milícias curdas e seus aliados tentaram manter a cidade, recebendo mais tarde apoio do Exército Livre da Síria (ELS), do Peshmerga iraquiano e do PKK turco. Ainda em setembro, os Estados Unidos e algumas nações árabes (como a Jordânia) iniciaram uma campanha de bombardeios aéreos em apoio aos curdos contra o EIIL. Os bombardeios foram ficando mais intensos até o fim do ano, antes de reduzirem de tamanho.
Após quatro meses de intensos combates, a 27 de janeiro de 2015, as milícias curdas, apoiadas por tropas do Exército Livre Sírio e da Peshmerga, anunciaram que as forças do Estado Islâmico haviam sido expulsas da cidade de Kobanî. Os americanos e países árabes deram apoio inestimável aos defensores da região, dando-lhes armas, além de realizar ataques aéreos esporádicos contra os islamitas. Contudo, militantes do EIIL ainda mantinham forte presença em vários vilarejos pela região. Nas semanas seguintes, em áreas rurais ao redor de Kobanî e em vilas periféricas, os curdos continuaram combatendo os guerrilheiros do Estado Islâmico. Ao fim de abril, a maioria dos últimos bolsões de resistência dos combatentes do EIIL foram tomados pelos curdos.
Em junho de 2015, o Estado Islâmico atacou a cidade novamente. Cerca de 233 civis e dezenas de combatentes de ambos os lados morreram. Após quatro dias, os curdos expulsaram os islamitas novamente do seu território.